# Frankobelgischer Comic

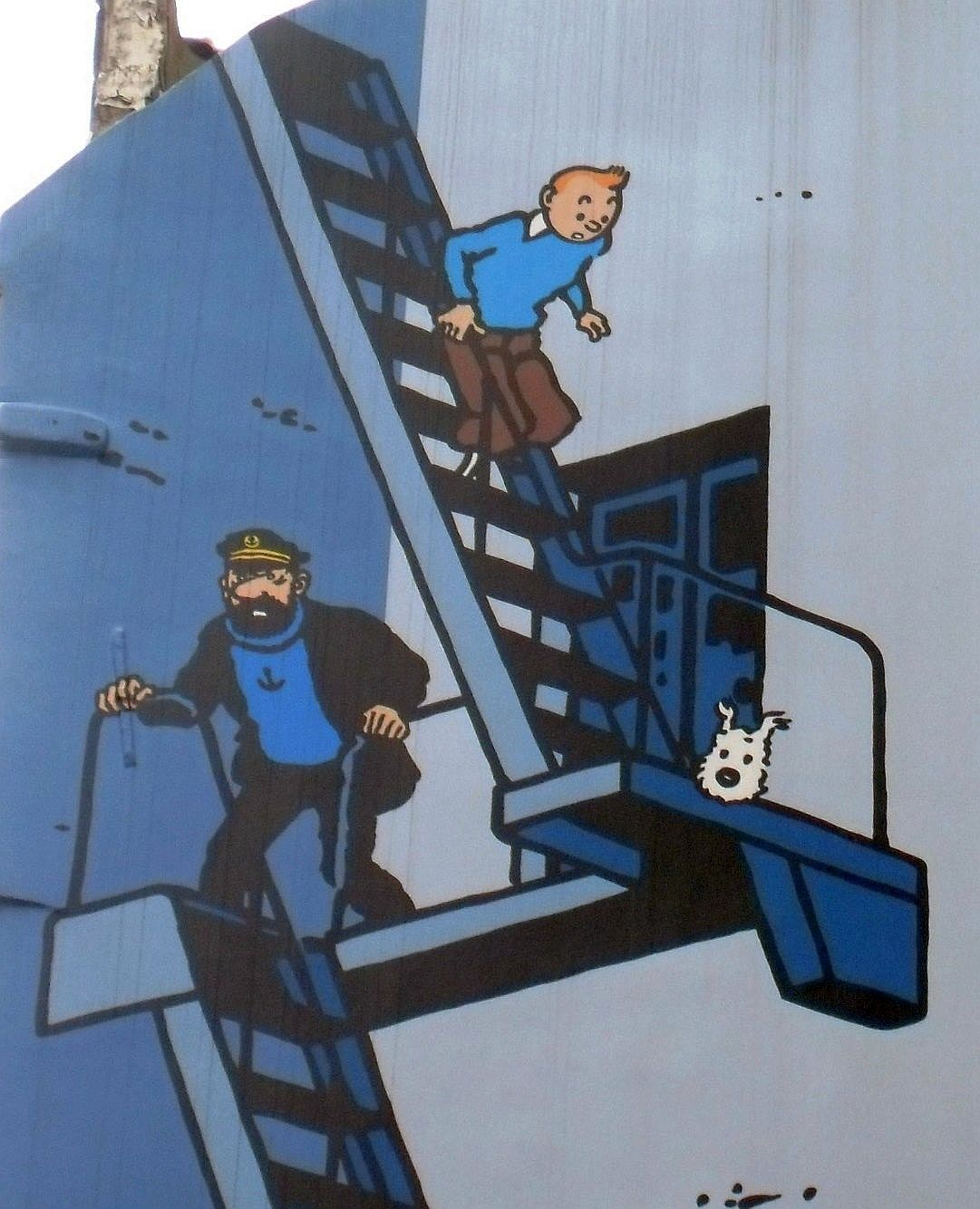
Wandmalerei auf der Comic-Strip-Route in Brüssel von Tim und Struppi, dem wohl bekanntesten belgischen Comic, der zum Wahrzeichen des frankobelgischen Comics wurde

Der Begriff frankobelgischer Comic ist eine Sammelbezeichnung für Comics, die im französischsprachigen Europa, also vor allem Frankreich und Belgien (Wallonie und Brüssel), aber zu einem geringeren Anteil auch in der Romandie (französischsprachige Schweiz) erstveröffentlicht werden. Diese Länder haben eine lange Comic-Tradition, und die gezeichneten Bildergeschichten sind dort überwiegend als eigenständige Kunstform anerkannt. Ein wesentliches Merkmal ist die Veröffentlichung in Buchform als sogenanntes Album. Ursprünglich als gesammelte Nachdrucke längerer Fortsetzungsgeschichten entstanden, die zuerst in Magazinen oder Zeitschriften erschienen, werden frankobelgische Comics heutzutage überwiegend direkt in Alben veröffentlicht, die bei Bedarf auch nachgedruckt werden. Erfolgreiche Comicveröffentlichungen erreichen so hohe Auflagen und werden in Frankreich und Belgien zu einem nennenswerten Anteil über den „normalen“ Buchhandel vertrieben.
Besonders in den ersten Jahrzehnten nach dem Zweiten Weltkrieg war die Comicproduktion des französischen Sprachraumes in Europa qualitativ führend. Vor allem die Comic-Magazine Spirou, Tintin und Pilote waren ein wichtiger Ort für talentierte Comic-Autoren und brachten eine Generation stilbildender Künstler hervor. Dabei entstanden namentlich zwei Stilrichtungen, die im frankobelgischen Comic und schließlich auch darüber hinaus großen Einfluss ausübten: die von Hergé entwickelte Ligne Claire, vor allem vertreten im von ihm künstlerisch verantworteten Tintin-Magazin, und die maßgeblich von Jijé, André Franquin und weiteren Künstlern des Spirou-Magazins bestimmte École Marcinelle. Viele andere europäische Comics wurden in der Folge ebenfalls stark durch frankobelgische Comics beeinflusst.
Zu den bekanntesten und einflussreichsten belgischen Autoren zählen Hergé, Franquin, Tillieux, Peyo, Roba und Morris, maßgebliche französische Vertreter sind etwa Goscinny, Uderzo, Greg, Moebius, Tabary und Tardi. Bekannte Schweizer Künstler sind Zep, Derib und Cosey; zudem konnten sich vereinzelt auch flämische Autoren wie z. B. Willy Vandersteen und Jef Nys durchsetzen, die sich ebenfalls dem frankobelgischen Comic zuordnen lassen. Auch viele niederländische Comics wie etwa die Werke von Henk Kuijpers, Theo van den Boogaard oder Dick Briel wurden stark vom frankobelgischen Comic geprägt; inwiefern sie jedoch unmittelbar dem frankobelgischen Comic zuzurechnen sind, ist umstritten.

## Geschichte

### Anfänge
Anfang des 20. Jahrhunderts erschienen Comics noch nicht separat in Albenform, sondern wurden als abgeschlossene Gagstrips in verschiedenen Tageszeitungen sowie in Wochen- und Monatszeitschriften veröffentlicht. Eine weitere Wurzel des französischsprachigen Comics waren die in großer Zahl existierenden Kinder- und Jugendzeitschriften der katholischen Kirche, in denen auch gezeichnete Bilderzählungen erschienen. Den ersten „richtigen“ französischen Comic schuf 1925 Alain Saint-Organ mit Zig und Puce, einem kindlichen „Laurel und Hardy-Gespann“, der in der Zeitung Le Dimanche Illustré erschien. Im Unterschied zu allen früheren europäischen Serien bestand diese Reihe nicht aus abgeschlossenen Gags, sondern aus von Woche zu Woche fortgesetzten Abenteuern. Ab dem 10. Januar 1929 erschien in der Zeitschrift Le Petit Vingtième mit dem Abenteuer Tintin au pays des Soviets der früheste „richtige“ belgische Comic. Die Abenteuer eines jungen Reporters in Knickerbocker-Hosen in der Sowjetunion stammten aus der Feder von Georges Prosper Remi, der sich das Pseudonym Hergé zugelegt hatte.

### 1930–1945: Die erste kurze Blütezeit vor dem Krieg
Im Jahr 1934 gründete der Ungar Paul Winkler das Journal de Mickey, nachdem er einen Lizenzvertrag mit dem amerikanischen King Features Syndicate geschlossen hatte. Die 8-seitige Wochenzeitung wurde faktisch das erste französische Comicmagazin. Das Projekt wurde auf Anhieb ein Erfolg und bald fingen auch andere Verleger an, Zeitschriften mit amerikanischen Reihen zu veröffentlichen. Als Folge entstand eine Vielzahl von ähnlichen Zeitschriften, die zunächst fast ausschließlich übersetztes Importmaterial aus den USA enthielten. Die wichtigsten derartigen französischen Magazine waren Robinson, Hurra und Coeurs Vaillants, ein belgisches Beispiel ist Bravo!. Im Jahr 1938 wurde in Belgien das Magazin Spirou gegründet. Neben amerikanischen Importserien wurde dort von Anfang an auch eigenes Material produziert, insbesondere die von Rob-Vel geschaffene Serie um den Hotelboy Spirou, die namensgebende Hauptfigur des Magazins.
Nach der Besetzung Belgiens und Frankreichs durch Deutschland während des Zweiten Weltkriegs wurde es nahezu unmöglich, weiter US-Comics zu importieren. Aus dieser Notsituation heraus bot sich heimischen jungen Künstlern eine Gelegenheit, sich als Comiczeichner zu versuchen. Anfangs vollendeten Autoren wie Jijé für Spirou und Edgar P. Jacobs für Bravo! die bereits angelaufenen Episoden von amerikanischen Reihen wie Superman und Flash Gordon. Indem sie die amerikanischen Vorbilder kopierten, erlernten oder vertieften sie ihre Kenntnisse über die Fertigung erfolgreicher Comicerzählungen. Schon bald verschwanden die nachgemachten Versionen der amerikanischen Comics aus den Magazinen und wurden durch eigene Schöpfungen ersetzt. Auch sonst war die Comicproduktion in Frankreich und Belgien vielfachen Einschränkungen ausgesetzt. Etliche Publikationen wurden eingestellt, u. a. auch Le Petit Vingtième, sodass Hergé sich veranlasst sah, bei der Tageszeitung Le Soir unterzukommen, um Tintin weiter veröffentlichen zu können. Die Zeitung war allerdings von der deutschen Besatzungsmacht zum Propagandablatt umgestaltet worden, und diese Mitarbeit trug Hergé nach Kriegsende faktisch ein zweijähriges Publikationsverbot wegen Kollaborationsvorwürfen ein. In anderen Fällen beeinträchtigten deutsche Zensurvorgaben die Veröffentlichungen, und generell sorgte Papiermangel für fortschreitende Einschränkungen bei Format, Umfang oder Auflagenhöhe.

### 1945–1960: Wiederaufbau nach dem Zweiten Weltkrieg
Als nach dem Ende des Krieges die amerikanischen Comics wieder zur Verfügung standen, waren die französisch-belgischen Eigenproduktionen von der Leserschaft bereits so weit akzeptiert, dass sich viele Verleger entschieden, die selbst produzierten Serien fortzuführen. Viele Zeitschriften, die zu den früheren Abnehmern des amerikanischen Materials gehört hatten, hatten den Krieg nicht überdauert, so auch Le Journal de Mickey, das erst 1952 neu gegründet wurde.
In der Aufbruchstimmung der Nachkriegsjahre entstand in der zweiten Hälfte der 1940er Jahre eine Vielzahl neuer Magazine, von denen sich viele allerdings nur für wenige Wochen oder Monate halten konnten. Viele der bekanntesten Künstler des frankobelgischen Comics begannen ihre Laufbahn in dieser Periode, so beispielsweise André Franquin, Peyo, Willy Vandersteen, Jacques Martin und Albert Uderzo. Anfang der 1950er Jahre begannen sich die Magazine Spirou und das neue im Jahr 1946 gegründete Tintin-Magazin als die einflussreichsten belgischen Comicmagazine zu etablieren. Hergé wurde mit seinem Zeichenstil der „klaren Linie“ zum Mentor der Comiczeichner des Tintin-Magazins und beeinflusste maßgeblich den Zeichenstil von Künstlern wie Bob De Moor, Jacques Martin, Roger Leloup und Edgar P. Jacobs. Einen stilistischen Gegenpol bildete die „École Marcinelle“ um das Spirou-Magazin. Prägend wirkte hier Jijé, der zahlreiche junge Zeichner wie André Franquin, Morris oder Eddy Paape und Willy Maltaite ausbildete und in ihrer zeichnerischen Entwicklung beeinflusste.
Einen nicht unerheblichen Einfluss auf die Ausbildung und Etablierung einer umfangreichen, eigenständigen Comicproduktion in Belgien und Frankreich hatte zudem eine Gesetzgebung, die aus Jugendschutzgründen exzessive Gewaltdarstellungen in Publikationen für Kinder und Jugendliche zu unterbinden trachtete. Das einschlägige, am 2. Juli 1949 in Frankreich erlassene Gesetz 49 956 hatte zur Folge, dass ein Gutteil der US-amerikanischen Comic-Konkurrenz dort nun nicht mehr veröffentlicht wurde und somit auch nicht in Belgien, weil sich die führenden dortigen Verlage längst auf den größeren französischen Absatzmarkt ausrichteten. Die Angebotslücke, die sich dadurch auftat, füllte man aus der einheimischen Produktion.
Zu den weiteren Magazinen, die in diesen Aufbruchsjahren auf den Markt kamen und sich zumindest für eine Weile behaupten konnten, zählten zudem Vaillant, le journal de Pif, initiiert von der Kommunistischen Partei Frankreichs, und Héroïc-Albums. Letzteres präsentierte anstelle der endlosen Fortsetzungsgeschichten der anderen Magazine in jeder Ausgabe nur abgeschlossenen Erzählungen. Die Vielfalt der Magazine und ihr regelmäßiger Bedarf an Nachschub begünstigte die Entwicklung einer breit gefächerten Palette unterschiedlicher Formate und Zeichenstile, die neben ihrer frankobelgischen Herkunft nur einige formale Gemeinsamkeiten haben, wie beispielsweise die weitgehend vereinheitlichte Länge eines Comicabenteuers (zumeist 44 bzw. 46 Seiten) zwecks späterer Zweitverwertung in Albumform. Die Hauptadressaten all dieser Publikationen blieben jedoch nach wie vor Kinder und Jugendliche.

### 1960–1980: Die Blütezeit

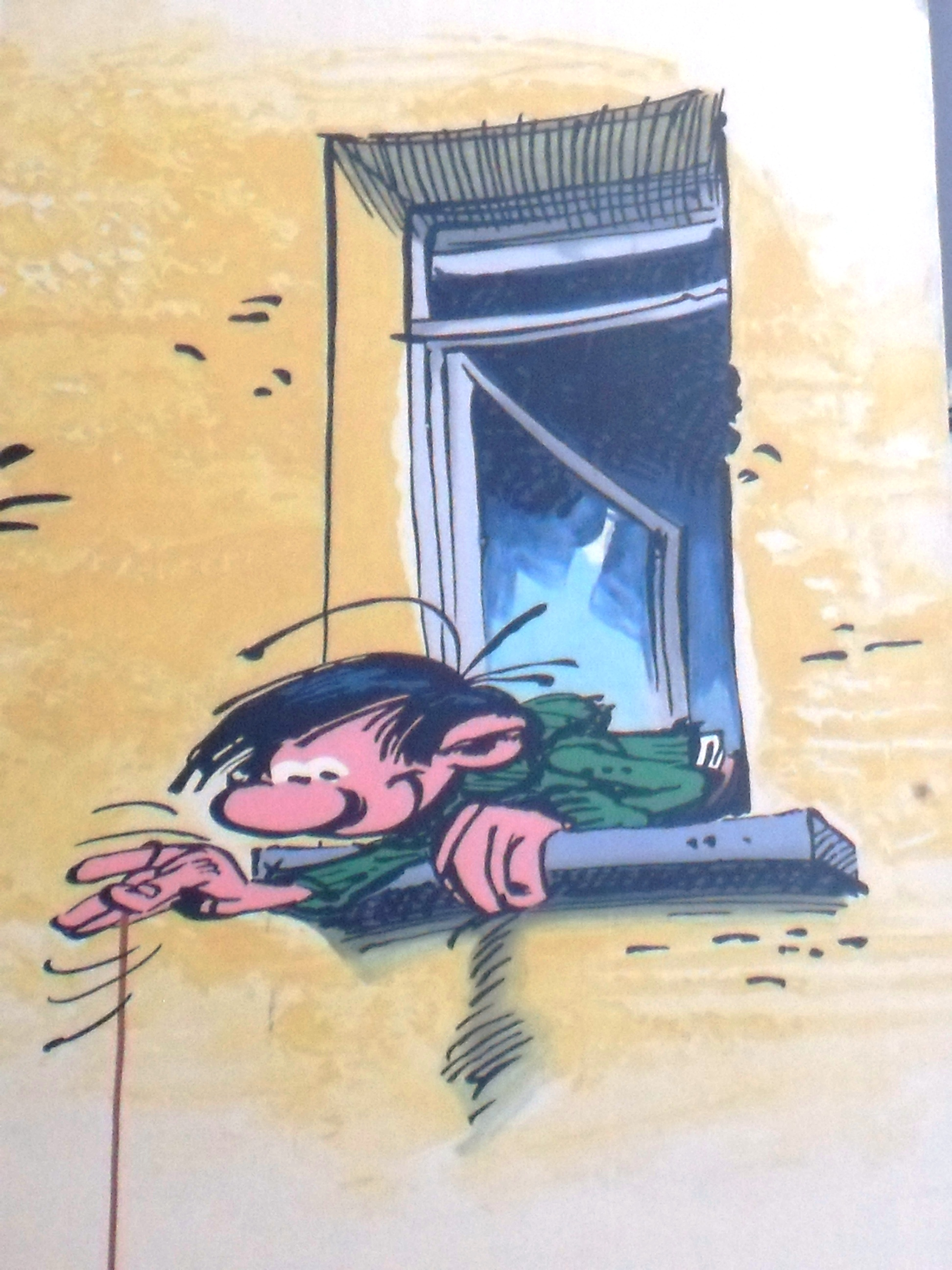
Die Comicfigur Gaston von André Franquin gehört auch zu den frankobelgischen Comicklassikern.

In den 1960er Jahren begann sich zunehmend ein erwachseneres Publikum für Comics zu interessieren. Neue Magazine, wie das französische Pilote, passten sich mit anspruchsvolleren Serien wie Asterix, Der rote Korsar, Tanguy und Laverdure, Valerian und Veronique und Leutnant Blueberry einem gewandelten Publikumsinteresse an. Die gesellschaftlichen Änderungen, die durch die 68er-Studentenbewegungen entstanden waren, spiegelten sich in Zeitschriften wie L’Écho des Savanes, Fluide Glacial, Charlie Hebdo oder der Science-Fiction-orientierten Métal Hurlant wider. Gegründet von den Autoren Jean-Pierre Dionnet, Philippe Druillet, Moebius und dem Geschäftsmann Bernard Farkas entstanden hier Werke, die eine wichtige Entwicklung des Comics darstellen. Baru etwa beschreibt in Der Champion den algerischen Box-Weltmeister Said Boudiaf und seine Verstrickung in den Unabhängigkeitskampf seines Landes sowie in L'autoroute de Soleil die Folgen des erwachenden Rassismus im Land von Le Pens Front National.
In Buchform brachten vor allem die Verlage Albin Michel und Éditions du Square in seiner Série bête et méchante („dumm und bösartig“) Zeichner wie Reiser und Wolinski heraus, die aktuelle gesellschaftliche und politische Entwicklungen in Frankreich satirisch aufspießten.
In den 1970er Jahren setzte sich dieser Trend zum Erwachsenencomic weiter fort. Zeichner wie Gotlib, Moebius, Druillet und Bilal, stehen für diese neue Entwicklung mit neuen Inhalten von phantasievollen Zukunftsvisionen bis zu erotischen Comics und der gleichzeitigen Weiterentwicklung graphischer Stile. Zur Heimat vieler Vertreter dieser Comicform wurde das avantgardistische Magazin Métal Hurlant (Schwermetall). Zeitweiligen Kultstatus erreichte auch die Serie Les Frustrés (dt.: Die Frustrieren) von Claire Bretécher, die in der Wochenzeitschrift Le nouvel observateur erschien. Im Jahr 1974 fand der erste Comic-Salon in Angoulême statt.

### 1980 bis heute: Allmählicher Niedergang
In den 1980er Jahren gingen die Auflagen der traditionellen französischsprachigen Comicmagazine kontinuierlich zurück, vor allem weil sich immer weniger Jugendliche für Comics interessierten. Zugleich verzeichnete der 10. Comic-Salon von Angoulême im Jahr 1983 mit 150.000 Gästen einen neuen Besucherrekord. Im Jahr 1985 besuchte sogar der französische Staatspräsident François Mitterrand das inzwischen über die Landesgrenzen hinaus bekannte Comic-Festival und machte den Comic in Frankreich damit endgültig salonfähig.
Nach Jahrzehnten der Expansion geriet der frankobelgische Comic in eine vorübergehende Krise, ausgelöst durch zu viele Serien, zu viele Alben, zu viel Mittelmaß. Hinzu kam ein allmählicher Generationswechsel: Zahlreiche der wichtigsten Autoren der ersten Generation des frankobelgischen Comics wie Goscinny (starb 1977), Tillieux (1978), Hergé (1983), Peyo (1992) und Franquin (1997) verstarben nach und nach und konnten nicht adäquat ersetzt werden. Selbst für jahrzehntealte Traditionsserien bedeutete die folgende Besinnung auf mehr Qualität das Aus, ebenso für einige traditionsreiche und bedeutende Magazine: Métal Hurlant wurde 1987 eingestellt, Tintin 1988, Pilote 1989, Pif Gadget 1993; diverse Versuche, ein Nachfolgeformat für Tintin zu schaffen, konnten sich noch bis 1993 halten. Somit ist von den bedeutendsten frankobelgischen Comic-Magazinen nur noch Spirou verblieben.
Die Weiterentwicklung des frankobelgischen Comics blieb hiervon jedoch weitgehend unberührt. Noch immer erscheinen Comics in Albenformat in hoher Zahl und mit teilweise ebenso hohen Verkaufszahlen. Zumindest teilweise konnte der Niedergang der großen Comic-Magazine in den 1990er Jahren zudem durch das Erscheinen neuer, kleinerer, unabhängiger Independent-Verlage ausgeglichen werden, wie etwa L’Association oder Le Dernier Cri, die sich durch anspruchsvollere, künstlerischere und unkonventionellere Inhalte von den großen Mainstream-Veröffentlichungen absetzten und dem frankobelgischen Comic damit neue Impulse gaben. Doch obwohl nach wie vor eine Vielzahl neuer Reihen entsteht, ist der Einfluss des frankobelgischen Comics außerhalb des französischen Sprachraums seit etwa Mitte der 1990er Jahre deutlich zurückgegangen. Auch der kommerzielle Erfolg der neuen Serien ist gemessen an den Klassikern des frankobelgischen Comics bescheiden. Vor allem Comics aus Japan, die Manga, werden zunehmend als eine Bedrohung für den Absatz der einheimischen Comics gesehen. 2006 betrug der Anteil japanischer Comics an den Gesamtverkaufszahlen in Frankreich bereits rund 60 %, in Deutschland sind es rund 80 %.
Ab Februar 2022 werden die neu in Umlauf kommenden Reisepässe Belgiens mit Abbildungen der beliebtesten Comics des Landes illustriert. Auf den Stempelseiten finden sich Tim und Struppi, die Schlümpfe, Spirou, Marsupilami und andere berühmte Comicfiguren. Durchgängiges Thema bei dem neu gestalteten Dokument ist Reise.

## Frankobelgische Klassiker
Frankobelgische Comics sind in viele Sprachen übersetzt worden und sind europaweit, insbesondere in Mittel- und Nordeuropa, teilweise auch weltweit erfolgreich. Der hohe Bekanntheitsgrad frankobelgischer Comics außerhalb der Französisch und Niederländisch sprechenden Länder gründet sich auf eine eher kleine Zahl besonders erfolgreicher und populärer Serien, von denen folgende besonders bekannt sind:
(Nach den Titeln werden die Künstler genannt, die die Comicserie geschaffen haben bzw. in den frühen Jahren maßgeblich an ihr beteiligt waren.)
- Tim und Struppi (Tintin) von Hergé
- Stups und Steppke (Quick et Flupke) von Hergé
- Blake und Mortimer von E. P. Jacobs
- Asterix von René Goscinny und Albert Uderzo
- Lucky Luke von Morris und Goscinny
- Isnogud (Iznogoud) von Jean Tabary und René Goscinny
- Gaston von Franquin
- Spirou und Fantasio von André Franquin, Jijé
- Harry und Platte (Tif et Tondu) von Will
- Barelli von Bob De Moor
- Das Marsupilami von Franquin, Batem, Greg
- Johann und Pfiffikus von Peyo
- Die Schlümpfe (Les Schtroumpfs) von Peyo
- Benni Bärenstark von Peyo
- Jerry Spring von Jijé
- Die blauen Boys (Les tuniques bleues) von Raoul Cauvin, Louis Salvérius und Willy Lambil
- Yakari von Job und Derib
- Yoko Tsuno von Roger Leloup
- Jonas Valentin (Broussaille) von Frank Pé
- Boule und Bill von Jean Roba
- Alix und L. Frank von Jacques Martin
- Jeff Jordan (Gil Jourdan) von Maurice Tillieux
- Titeuf von Zep
- Suske und Wiske von Willy Vandersteen
- Jommeke von Jef Nys
- Die Kiekeboes von Merho
- Albert Enzian (Achille Talon) und weitere Werke von Greg
- Billy the Cat von Stephen Desberg und Stéphan Colman
- Werke von Jean van Hamme, insb. Thorgal, XIII und Largo Winch
- Cubitus von Dupa
- Natascha von François Walthéry
- Werke von Jean-Michel Charlier, insb. Leutnant Blueberry und Der rote Korsar
- Werke von Moebius (Jean Giraud)
- Werke von Enki Bilal
- Werke von Jacques Tardi, insb. Adeles ungewöhnliche Abenteuer und Nestor Burma